# Signiphora borinquensis
Signiphora borinquensis is een vliesvleugelig insect uit de familie Signiphoridae. De wetenschappelijke naam is voor het eerst geldig gepubliceerd in 1973 door Quezada, DeBach & Rosen.